# ТЕС Sloe
ТЕС Sloe — теплова електростанція у Нідерландах, споруджена за технологією комбінованого парогазового циклу.
Площадку для станції обрали у промисловій зоні біля порту Vlissingen-Oost, на південний захід від Роттердама. Будівництво розпочалось у 2007-му та завершилось введенням в експлуатацію за два роки. Станція складається з двох однотипних блоків потужністю по 435 МВт, кожен з яких обладнаний турбінами компанії Siemens: газовою SGT5-4000F та паровою SST5-5000.
Енергоблоки розраховані на режим роботи із численними запусками (до 250 на рік), при цьому для досягнення повної потужності їм необхідно не більше 40 хвилин, що важливо для балансування енергосистеми країни. Паливна ефективність ТЕС при виробництві електроенергії становить 59 %.
Окрім електроенергії, станція також виробляє пару для потреб компанії Deltius.
Невдовзі після спорудження ТЕС почалось зниження попиту на продукцію теплової генерації, яка використовує природний газ. Це відбувалось через конкуренцію з боку вугільних електростанцій на тлі розвитку відновлюваної електроенергетики. Оскільки ТЕС Sloe розташована лише за 30 км від бельгійського кордону, як один зі шляхів підвищення рентабельності пропонувалось прокладання ЛЕП для підключення до енергомережі південного сусіда, котрий якраз розпочав активно нарощувати імпорт електроенергії через закриття атомної генерації.
Спорудження станції коштувало 550 млн євро.